# Neokochia
Neokochia är ett släkte av amarantväxter. Neokochia ingår i familjen amarantväxter.
Kladogram enligt Catalogue of Life:
| Neokochia | \| \| Neokochia americana \| \| \| \| \| \| Neokochia californica \| \| \| \| |
|           | \| \| Neokochia americana \| \| \| \| \| \| Neokochia californica \| \| \| \| |
|           | Neokochia americana                                                           |
|           |                                                                               |
|           | Neokochia californica                                                         |
|           |                                                                               |